# Oromasiphya urbanae
Oromasiphya urbanae là một loài ruồi trong họ Tachinidae.